# Der kupferne Berg
Der kupferne Berg ist ein britisches Filmdrama über eine drei Generationen überdauernde Familienfehde aus dem Jahre 1946 von Brian Desmond Hurst mit Margaret Lockwood, Dennis Price und Cecil Parker in den Hauptrollen. Der Geschichte liegt der 1943 veröffentlichte Roman “Hungry Hill” von Daphne du Maurier, die auch am Drehbuch mitgeschrieben hatte, zugrunde.

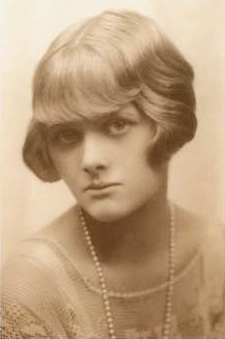
Autorin der Romanvorlage: Daphne du Maurier (um 1930)

## Handlung
Der kleine Ort Hungry Hill im äußersten Südwesten Irlands ist für seine großen Kupfervorkommen bekannt. Der reiche „Copper“ John Brodrick plant hier, sehr zum großen Verdruss der ansässigen Bürger, die Ausbeutung einer Kupfermine voranzutreiben. Die Menschen sind vor allem deswegen erzürnt, weil Brodrick als Minenarbeiter Männer aus Cornwall verpflichten will. Brodrick hat zu dieser Maßnahme gegriffen, um die widerstrebenden, ortsansässigen Männer doch noch davon zu überzeugen, für ihn zu arbeiten. Johns einer Sohn, genannt „Greyhound“ John, der mit der ortsansässigen Fanny Rosa verbandelt ist, glaubt nicht, dass irgendeine Maßnahme seines Vaters ihn bei der Bevölkerung beliebter machen könnte und verlässt desillusioniert die Gegend. Brodricks anderer Sohn Henry hingegen verteidigt die harte Vorgehensweise des starrköpfigen Vaters. Brodricks größter Feind ist eine rivalisierende Familie, die Donovans, die sich von Brodrick um das entscheidende Stück Land betrogen fühlen. Dementsprechend sind die Donovans sehr deutlich in ihrer Warnung an Brodrick, sich von dem umstrittenen Stück Land fernzuhalten. „Copper“ John lässt sich nicht beirren und eröffnet die Mine, woraufhin das Oberhaupt der Donovans, Morty Donovan, über ihn und seinen Clan einen ewig währenden Fluch ausspricht.

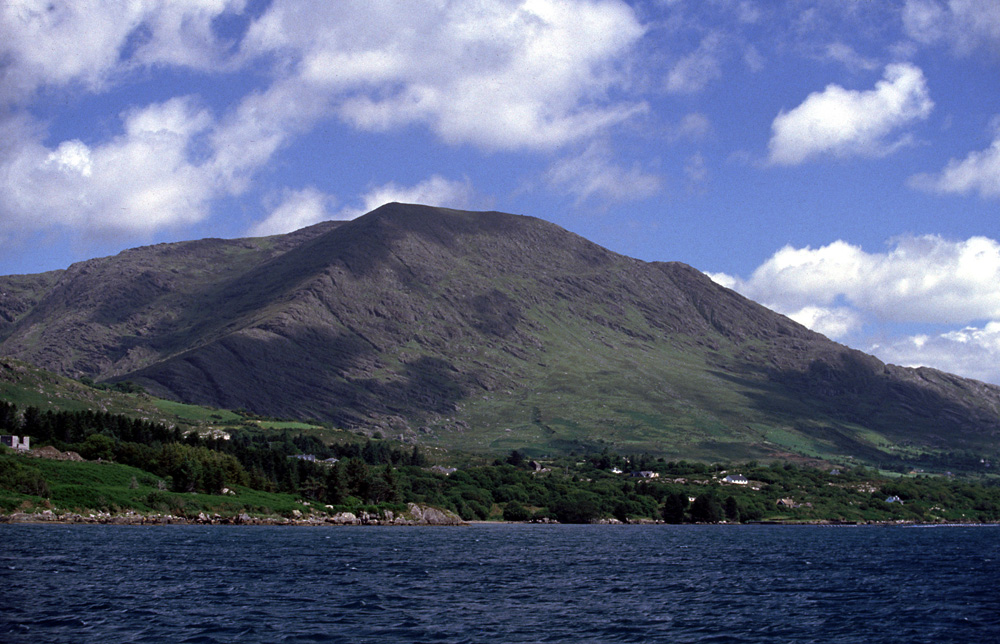
Der Handlungsort der Geschichte: das wirkliche Hungry Hill im Süden Irlands

Es kommt zu andauernden Protesten der Dörfler, bei dem einer der Protestierenden das Leben verliert, als dieser sich eigenhändig Kupfer aneignen will. Nun gibt es kein Halten mehr, und die Menschen aus Hungry Hill greifen die verhassten Brodricks an. Es kommt zu schweren Tumulten und einem Angriff auf die Förderanlage. Dabei sterben zahlreiche Menschen. Auch einer der Söhne des Alten, Henry Brodrick, verliert sein Leben, als das für die Kupferförderung benötigte Schießpulver im Lager in die Luft fliegt. Nunmehr beginnt eine jahrzehntelange Periode gegenseitigen Hassen mit den Clans der Brodricks und der Donovans als ewige Kontrahenten. Immer wieder kommt es zu Anschlägen und Zerstörungen in den Förderanlagen. „Greyhound“ John, der in London Jura studiert hat, kehrt eines Tages wieder nach Hungry Hill zurück. Seine Schwester hatte ihm berichtet, dass in der Zwischenzeit „Greyhounds“ große Liebe Fanny Rosa gleichfalls heimgekehrt sei. Ein erneuter Mineneinbruch führt nun auch zum Tod eines der Donovans. Der von Morty Donovan ausgesprochene Fluch scheint sich nun auch gegen seine Auslöser zu wenden. Über insgesamt drei Generationen hält dieser Konflikt nun alle in Atem …

## Produktionsnotizen
Die Dreharbeiten zu Hungry Hill, so der Originaltitel, begannen im September 1945 mit den Hintergrundaufnahmen in der ostirischen Grafschaft Wicklow, die Studioaufnahmen wurden seit dem März 1946 in Denham angefertigt. Die britische Uraufführung fand zum Jahresende 1946 statt, Londoner Premiere war am 7. Januar 1947, der Massenstart am 10. Februar 1947. Die deutsche Erstaufführung fand am 8. November 1948 statt.
Alex Vetchinsky entwarf die Filmbauten, Eleanor Abbey entwarf die Kostüme. Muir Mathieson dirigierte das London Symphony Orchestra.
Die irischstämmigen Künstler Eileen Herlie, Siobhán McKenna und Dan O’Herlihy gaben hier ihr Filmdebüt.

## Kritiken
Der Movie & Video Guide verortete in diesem Film eine „fähige Besetzung“.
Halliwell‘s Film Guide meinte, dies sei ein „ziemlich uninteressantes Kostümmelodram“.
Das Lexikon des Internationalen Films urteilt: „Der verbissene Kampf zweier irischer Familien im 19. Jahrhundert um ein Kupferbergwerk stiftet durch drei Generationen Haß und Tod und führt schließlich zum moralischen und sozialen Abstieg. Ein schwerfällig inszenierter, langatmiger Kostümfilm.“